# Aeroporto della Martinica Aimé Césaire
L'Aeroporto della Martinica Aimé Césaire (IATA: FDF, ICAO: TFFF) (in francese: Aéroport Martinique Aimé Césaire), noto con il nome commerciale di Aéroport International Martinique Aimé Césaire e fino al 2007 aéroport de Fort-de-France/Le Lamentin, è un aeroporto francese d'oltremare situato nel comune di Le Lamentin vicino alla città di Fort-de-France nel dipartimento di Martinica. Nel 2007 è stato il tredicesimo aeroporto francese più trafficato e il secondo della Francia d'oltremare.

L'aeroporto è intitolato ad Aimé Césaire (1913-2008), poeta, scrittore e politico martinicano.

## Statistiche
Questo grafico non è disponibile a causa di un problema tecnico.
Si prega di non rimuoverlo.
Vedi la query Wikidata di origine.